# Thörnströms Kök
Thörnströms Kök var en restaurang på Teknologgatan 3 i stadsdelen Johanneberg i Göteborg. Den hade från 2011 till stängningen 2021 en stjärna i Guide Michelin.
Restaurangen öppnades 1997 och drevs av Anne och Håkan Thörnström. Den inrymdes i bottenvåningen på ett bostadshus och erbjöd plats för uppåt 60 sittande. Man serverade såväl avsmakningsmenyer som á la carte enligt modern skandinavisk och regional matlagning.
2007 bedömde Guide Michelin restaurangen som "rising star", vilket öppnade för möjligheten att få en stjärna. Från och med 2011 års upplaga av Guide Michelin kunde restaurangen stoltsera med en stjärna.
I augusti 2020 meddelade makarna Thörnström att restaurangen skall avvecklas, vilket den gjorde i mars 2021.